# 曲芒鹅观草
曲芒鹅观草（学名：Roegneria tschimyanica(Drob.)Nevski）是一种禾本科植物。这种植物分布于中国新疆天山、阿拉套山、塔尔巴哈台山及帕米尔；此外分布于中亚地区。